# Saison 6 de Marvel : Les Agents du SHIELD
Chronologie
Saison 5 Saison 7
La sixième saison de Marvel : Les Agents du SHIELD (Marvel's Agents of SHIELD), série télévisée américaine, est constituée de treize épisodes diffusée du 10 mai 2019 au 2 août 2019 sur ABC, aux États-Unis.

## Synopsis
Un an a passé et l'équipe est divisée en deux. Dans l'espace, Daisy et Jemma sont à la recherche du vaisseau où se trouve Fitz qui est cryogénisé et vont se retrouver face à des traqueurs Chronicoms qui veulent le capturer. Sur Terre, Mack doit à présent assumer les commandes et enquêter sur d'étranges évènements qui se produisent à travers le pays et qui semblent liés à une équipe d'aliens dont le chef n'est autre que la copie de Coulson, appelé "Sarge". Mais il ne faut pas beaucoup de temps pour que les agents du SHIELD réalisent que Sarge n'a rien à voir avec le Coulson original et qu'il semble lutter contre une terrible menace: les Hurleurs et leur reine Izel, que Sarge veut tuer à tout prix.

## Distribution

### Acteurs principaux
- Ming-Na (VF : Yumi Fujimori) : Agent Melinda May
- Chloe Bennet (VF : Victoria Grosbois) : Agent Daisy Johnson
- Henry Simmons (en) (VF : Jean-Paul Pitolin) : Agent Alphonso « Mack » MacKenzie
- Iain De Caestecker (VF : Arnaud Laurent) : Dr Leopold « Leo » Fitz
- Elizabeth Henstridge (VF : Cindy Tempez) : Dr Jemma Simmons
- Natalia Cordova-Buckley (VF : Ethel Houbiers) : Agent Elena « Yo-Yo » Rodriguez
- Jeff Ward (en) (VF : Thomas Roditi) : Agent Deke Shaw
- Joel Stoffer (en) (VF : Patrick Osmond) : Enoch
- Clark Gregg (VF : Jean-Pol Brissart) : Sarge/Pachacutic, Agent Phil Coulson (5 épisodes) et LMD/Chronicom Phil Coulson (1 épisode)

### Acteurs récurrents
- Brooke Williams (VF : Marie Chevalot) : Snowflake (7 épisodes)
- Winston James Francis (VF : Frédéric Souterelle) : Jaco (7 épisodes)
- Briana Venskus (VF : Ludivine Maffren) : Agent Piper (7 épisodes)
- Karolina Wydra (VF : Marjorie Frantz) : Izel (7 épisodes)
- Maximilian Osinski (VF : Jérémy Bardeau) : Agent Davis (6 épisodes)
- Geri-Nikole Love (VF : Pauline de Meurville) : Agent Diaz (6 épisodes)
- Christopher James Baker (VF : Cyrille Monge) : Malachi (6 épisodes)
- Matt O'Leary (VF : Frédéric Popovic) : Pax (5 épisodes)
- Barry Shabaka Henley (VF : Paul Borne) : Dr Marcus Benson (5 épisodes)
- Scott Kruse : Boyle (4 épisodes)
- T.J. Alvarado : Toad (4 épisodes)
- Shainu Bala (VF : Jim Redler) : Trevor Khan (4 épisodes)
- Lucas Bryant (VF : Gilduin Tissier) : Agent Keller (3 épisodes)
- Sherri Saum (VF : Aurélie Konaté) : Atarah (3 épisodes)
- Christian Ochoa (VF : Jean-Alain Velardo) : Baal-Gad (3 épisodes)

### Invités
- Adam Burnette : Agent Runco (épisode 1)
- Paul Telfer : Viro (épisode 2)
- Levi Meaden : Agent Fox (épisode 1)
- Glenn Keogh : Trok (épisode 1)
- Donovan Estrada : Tim (épisode 1)
- Matthew Law : Agent Julian (épisodes 1, 4 et 10)
- Miguel A. Lopez : Agent More (épisodes 1 et 10)
- Sola Bamis : Dana (épisode 2)
- Shalin Agarwal : Amit (épisode 2)
- Charlotta Mohlin : Greeter (épisode 3)
- Clark Middleton : Pretorious Price (épisode 3)
- Galen Howard : Greaseball (épisode 3)
- Louie Sky Carr : Montalban (épisode 3)
- Phil Abrams : Harold Simcoe (épisode 4)
- Maurissa Tancharoen : Sequoia (épisode 4)
- Portia Bartley : Kaya (épisodes 4 et 12)
- Teodora Marcella : Lindsay (épisodes 4 et 12)
- Denney Pierce : Chasseur Chronicom (épisode 5)
- Ava Mireille : Jemma Simmons enfant (épisode 6)
- Anthony Michael Hall : Monsieur Kitson (épisode 7)
- Alex Lombard : La mystérieuse femme (épisode 10)
- Ashley Platz : La mystérieuse jeune femme (épisode 10)
- Coy Stewart (VF : Benjamin Bollen) : Flint (épisodes 11 et 12)
- Robb Derringer : Thomas (épisode 11)
- Jan Uddin : Isaiah (épisodes 8 et 12)
- Eric Schloesser : Le premier spectre (épisode 13)
- Kevin Stea : Le second spectre (épisode 13)
- Gina Gonsalves : Le troisième spectre (épisode 13)

## Production

### Casting
L'acteur Clark Gregg joue un nouveau rôle dans cette saison et l'acteur Jeff Ward (en) a été promu au sein du casting principal pour son rôle de Deke Shaw.

## Liste des épisodes

### Épisode 1:Les Visiteurs
- États-Unis /  Canada : 10 mai 2019 sur ABC
- Belgique : 13 décembre 2019[3] sur Be Séries (en VF)
- France :  11 janvier 2020 sur Série Club

- États-Unis : 2,31 millions de téléspectateurs[4] (première diffusion)

- Maximilian Osinski (Agent Davis)
- Briana Venskus (Agent Piper)
- Adam Burnett (Agent Runco)
- Winston James Francis (Jaco)
- Lucas Bryant (Agent Damon Keller)
- Matt O'Leary (Pax)
- Brooke Williams (Snowflake)
- Levi Meaden (Agent Fox)
- Glenn Keogh (Trok)
- Barry Shabaka Henley (Dr Marcus Benson)
- Xavier Jimenez (Tinker)
- Donovan Estrada (Tim)
- Geri-Nikole Love (Agent Diaz)
- Matthew Law (Agent Julian)
- Miguel A. Lopez (Agent More)

Peu de temps après que la destruction de la Terre ait été empêchée, une source d'énergie sous la forme d'une spirale fonce tout droit vers le vaisseau spatial d'Enoch. Il réveille alors Fitz de sa chambre cryogénique et s'excuse auprès de lui pour la situation, essayant d'estimer leurs chances de survie, et regarde ensuite la spirale à travers une fenêtre, alors qu'elle grossit soudainement et coupe le vaisseau en deux. 
Un an plus tard, Daisy, Simmons, Piper et Davis sont pourchassés par la Confédération et sont forcés de faire atterrir le Zephyr sur D'Rill. Un D'Rillian nommé Trok les intercepte et leur demande la permission d'atterrir, Daisy choisit alors d'aller les accueillir seule, prétendant que le navire est à court de carburant. Les D'Rillians découvrent rapidement qu'il s'agit en fait de Quake, mais elle utilise ses pouvoirs pour détruire leurs armes, ce qui les fait fuir précipitamment. Cependant, Trok tente de l'attaquer mais il est rapidement vaincu et mis à terre; Simmons débarque alors et menace les D'Rillians, disant qu'ils cherchent quelqu'un qu'ils veulent ramener sur Terre. 
Pendant ce temps sur Terre, au Phare, plusieurs agents du S.H.I.E.L.D., dont le directeur Mack, cherchent des signes d'activités paranormales sur une carte du monde électronique. Mack ordonne ensuite aux quatre équipes STRIKE de se mettre en position quand soudain, le signal s'éteint, mais l'agent Fox réussi à le tracer jusqu'à l'Indiana; étant la plus proche de l'endroit, l'équipe composée de May et de l'agent Keller va enquêter. 
Dans un parc à proximité, un groupe d'adolescents jouent au basket lorsque des anomalies commencent à se produire, telle que leur balle se brisant comme du verre et des créatures ressemblant à des chauves-souris s'élevant d'un portail. Un deuxième portail s'ouvre dans le mur et Jaco en sort, effrayant les garçons, qui s'enfuient en courant. Un autre portail s'ouvre ensuite dans le même mur et Tinker arrive à mi-chemin, tendant la main vers Jaco. Cependant, le portail se ferme immédiatement et la majeure partie de son corps se transforme en pierre, Jaco pleurant alors son ami décédé avant que le S.H.I.E.L.D. ne vienne et lui demande de se rendre mais il tire sur le Quinjet et s'éloigne. L'avion s'écrase, mais heureusement personne n'a été tué, les agents retournent alors au Phare, où ils sont réprimandés par Mack pour leur échec, et finissent par convenir qu'ils resteront au sol la prochaine fois quand ils feront face à des "déformations de la réalité". Keller propose alors une théorie selon laquelle les emplacements où les anomalies se sont formées sont les mêmes que les lignes telluriques, ce qui les aiderait à affiner leur recherche. Mack accepte l'idée et dit à Yo-Yo d'aller s'entraîner avec May, pendant qu'il fait son rapport quotidien, il entre alors dans son bureau et allume un hologramme de Coulson de la boîte à outils. L'hologramme lui dit de prendre les problèmes une étape à la fois, avant qu'il ne soit interrompu par May, qui le félicite pour sa position de leader, déclarant que Coulson serait fier de lui. Il la remercie ensuite pour les personnes qu'elle a recruté pour le S.H.I.E.L.D., et lui rappelle que l'organisation a besoin de scientifiques. 
À bord du Zephyr, Simmons et Daisy suspendent Trok la tête en bas afin de le torturer, car la gravité sur le navire est supérieure à celle de la planète. Simmons menace alors le D'Rillian en lui disant ce qui va arriver à son corps dans ces conditions. Trok fait semblant de ne rien savoir sur le vaisseau Chronicom, mais abandonne finalement et révèle qu'il a acheté la moitié du vaisseau spatial. 

### Épisode 2:Ennemi intime
- États-Unis /  Canada : 17 mai 2019 sur ABC
- Belgique : 13 décembre 2019 sur Be Séries (en VF)
- France :   11 janvier 2020 sur Série Club

- États-Unis : 2,18 millions de téléspectateurs[5] (première diffusion)

- Barry Shabaka Henley (Dr Marcus Benson)
- Winston James Francis (Jaco)
- Lucas Bryant (Agent Damon Keller)
- Matt O'Leary (Pax)
- Brooke Williams (Snowflake)
- Paul Telfer (Viro)
- Sola Bamis (Dana)
- Xavier Jimenez (Tinker)
- Shalin Agarwal (Amit)
- Keelin Woodell (Ouvrière Sivas)
- Jay Linzy (Garde de sécurité)

L'escouade de Sarge, maintenant au complet sur Terre, commence à faire connaître leur présence. Ils braquent une épicerie, mais il manque toujours des joyaux piézoélectriques dont ils ont besoin pour alimenter leur équipement. Pendant ce temps, le S.H.I.E.L.D. est alerté du vol et poursuit son enquête avec l'aide du Dr Benson, qui soupçonne que Sarge pourrait être un LMD de Phil Coulson. Cependant, il s'avère que l'ADN de Sarge correspond exactement à celui de Coulson, invalidant cette théorie. Yo-Yo et May sont alors envoyées pour enquêter sur un chantier naval où l'équipe de Sarge a été repérée. Ils arrivent, mais ne trouvent pas le camion avant que Mack ne les redirige vers une bijouterie où Sarge et ses coéquipiers commettent un autre vol à la recherche de gemmes piézoélectriques. Les criminels s'enferment alors dans la chambre des coffres, utilisant un transporteur portable de peinture pour connecter le magasin à leur camion. Arrivée à la bijouterie, May se rend compte que l'équipe a un moyen de sortir et décide de retourner au chantier naval, où elle trouve le camion masqué. Elle fait alors irruption dans le camion, confrontant rapidement Pax, Jaco et Snowflake, qui ne font pas le poids. Sarge, qui testait son détecteur de Hurleurs à l'extérieur du camion, se rend compte que quelque chose s'est mal passé et retourne à l'intérieur du camion pour trouver May, qui est choquée par son apparence, ce qui permet à Snowflake de la renvoyer à l'intérieur de la banque avant que Sarge ne déconnecte le portail, la piégeant à l'intérieur jusqu'à ce que le S.H.I.E.L.D. parvienne à s'introduire. 
Pendant ce temps, dans l'espace, Fitz et Enoch ont survécu à l'attaque de leur vaisseau spatial. Fitz, se faisant passer pour un Sivian, travaille pour Viro, un passeur d'escargots Xandarien, sur un petit vaisseau spatial, le Lazy Comet, à bord duquel Enoch est caché. Cependant, Fitz échoue à maintenir sa couverture, et lui et Enoch finissent par être capturés par Viro qui est prêt à les jeter dans l'espace, mais Fitz promet qu'ils travailleront pour lui gratuitement, ce que Viro accepte. Il finit par être satisfait du travail de Fitz et Enoch, au point qu'il envisage de tuer le reste de son équipage et de les garder comme esclaves. Bien qu'Enoch le déconseille, Fitz est incapable de supporter le fait que des gens puissent être tués à cause de lui et tente de s'opposer à Viro, qui reste déterminé à disposer du reste de l'équipage, ce qui conduit Fitz à exprimer son intention de se sacrifier mais il reste imperturbable face à la perspective de perdre les compétences de Fitz et ouvre le sas. Cependant, il avait en fait été piégé en ouvrant la mauvaise porte et est éjecté dans l'espace, tandis que Fitz et le reste de l'équipage sont sauvés. 

### Épisode 3:Faites vos jeux
- États-Unis /  Canada : 24 mai 2019 sur ABC
- Belgique : 20 décembre 2019 sur Be Séries (en VF)
- France :   11 janvier 2020 sur Série Club

- États-Unis : 2,26 millions de téléspectateurs[6] (première diffusion)

- Maximilian Osinski (Agent Davis)
- Briana Venskus (Agent Piper)
- Christopher James Baker (Malachi)
- Clark Middleton (Pretorious Pryce)
- Charlotta Mohlin (Greeter)
- Douglas Bennett (Wayne)
- Galen Howard (Greaseball)
- Scott Kruse (Boyle)
- T.J. Alvarado (Toad)
- Louie Sky Carr (Montalban)
- Winston James Francis (Jaco)
- Bubba Ganter (Garde de sécurité)

Un Chronicom nommé Malachi parcourt des dossiers concernant les personnes recherchées lorsqu'il trouve un autre Chronicom, Enoch, avec Leo Fitz et charge alors son disque de transport interplanétaire pour partir à leur recherche. 
À Naro-Atzia, Davis et Piper se disputent avec Simmons au sujet de son dangereux saut pour trouver Fitz, Daisy note alors que la mission est de trouver Fitz, mais elle est la chef de mission et c'est à elle de prendre les décisions, pas à Simmons. Finalement, Daisy prend la décision de rentrer chez eux, mais un Naro-Atzien nommé Pretorious Pryce les force à amarrer leur navire. Simmons demande alors à Pryce s'il a vu Fitz, montrant une photo de lui, à laquelle il répond en disant qu'ils n'auraient pas dû dire ce nom parce que "il" écoute. Malachi sort alors de sa cachette et assomme Daisy et Piper mais Davis arrive derrière lui et l'assomme. 
Sur Kitson, Boyle et Toad forcent Fitz à leur donner leur navire en raison de la prime sur leur tête et Boyle leur donne un jeton de casino pour récupérer de l'argent. Au casino, Enoch dit à Fitz qu'il connaît bien tous les jeux disponibles et que même s'il n'est pas doué pour eux, il en a une grande connaissance, et joue ensuite à un jeu où il gagne instantanément, notant qu'il y a eu 30 tours sans victoire, donc les chances du prochain tour sont plus grandes. Toujours incertain de ses compétences, Fitz convainc Enoch de continuer en affirmant qu'ils sont meilleurs amis. 
Dans le Zephyr, Simmons et Daisy interrogent Malachi, jusqu'à ce qu'il dise que Fitz est recherché et qu'il doit arriver sur le prochain navire. Malachi note aussi que Fitz ne devrait pas être là car il est décédé il y a plus d'un an puis ils se rendent ensuite au navire de Fitz pour trouver Toad et Boyle. Daisy casse alors le doigt de Boyle et il finit par lui dire où Fitz est allé. Davis, affamé, leur prend alors de la nourriture extraterrestre à l'insu des propriétés hallucinogènes de la nourriture. 
Au casino, Enoch rejoint un autre jeu et commence à gagner, mais perd rapidement tous ses jetons lorsqu'un concurrent le trompe pour qu'il fasse tapis. Essayant de récupérer le jeton, Enoch convainc Fitz de jouer à un autre jeu mais lorsque le jeu commence, il dit à Fitz que s'il perd, il sera vendu comme esclave, Enoch dit aussi qu'il lui dira quand parier en faisant un bruit aigu que seuls les humains peuvent entendre. 
Maintenant arrivés sur Kitson, Simmons et Daisy entrent dans le casino mais commencent à halluciner à cause de la nourriture extraterrestre, et se frayent alors un chemin jusqu'au bar lorsque Simmons commence à voir Fitz dans un costume de singe dansant sur une paille, puis quitte son siège pour le retrouver. Davis, hallucinant, voit Malachi s'échapper mais est incapable de l'arrêter, pendant que Daisy cherche Simmons. Elle la trouve finalement sous la table du bar, mais elles commencent à entendre les tonalités aiguës d'Enoch faites pour signaler Fitz. 
Pendant ce temps, Enoch utilise ces tonalités pour dire à Fitz quand parier, la personne à côté de lui tombe alors sur un 4 et se fait tirer une flèche en plein cœur. Juste avant de commencer le tour suivant, Enoch est arrêté par Malachi qui annule son système, et commence à émettre un bruit fort de manière incontrôlable puis tombe au sol. Le maître de jeu se rend alors compte qu'Enoch n'est pas organique, ce qui est illégal, puis emprisonne Fitz et Enoch pour que Mr. Kitson s'en occupe. 
Ailleurs dans le casino, Daisy et Simmons se bouchent les oreilles à cause du bruit mais réalisent que personne d'autre n'est affecté, et imaginent que cela pourrait venir de Fitz. De nombreux chasseurs Chronicom arrivent alors pour capturer Fitz et Enoch mais Daisy les affronte et tente de se battre, malgré son état, et finit par être capable de les maîtriser. Enoch a alors une crise existentielle qui fait que Fitz dit sincèrement à Enoch qu'il est son meilleur ami, pas seulement pour le convaincre, et utilise ensuite un corps sulfurique extraterrestre mort et des étincelles pour déclencher une explosion et éclater la porte. En sortant, il voit Simmons, mais Fitz est alors enlevé par Malachi. 

### Épisode 4:Code jaune
- États-Unis /  Canada : 31 mai 2019 sur ABC
- Belgique : 20 décembre 2019 sur Be Séries (en VF)
- France :  18 janvier 2020 sur Série Club

- États-Unis : 2,354 millions de téléspectateurs[7] (première diffusion)

- Winston James Francis (Jaco)
- Lucas Bryant (Agent Damon Keller)
- Barry Shabaka Henley (Dr Marcus Benson)
- Matt O'Leary (Pax)
- Brooke Williams (Snowflake)
- Maurissa Tancharoen (Sequoia)
- Shainu Bala (Agent Trevor Khan)
- Matthew Law (Agent Julian)
- Geri-Nikole Love (Agent Diaz)
- Phil Abrams (Harold Simcoe)
- Portia Bartley (Kaya)
- Teodora Marcella (Lindsay)

Deke Shaw et son ami Trevor Khan combattent des Remoraths. Khan est à court de munitions, Deke lui passe alors le fusil-hache de Mack mais Khan est ensuite tué par un ennemi, ce qui incite Deke à se battre seul. Il surgit alors de sa cachette et tire sur le Remorath tout en brandissant des armes à feu, sauvant la situation. Cependant, en s'éloignant, un Kree se faufile derrière lui et Deke esquive alors le coup et le tue en utilisant le fusil-hache. En partant, il ouvre une porte et Daisy apparaît pour l'embrasser pour ses efforts héroïques mais Deke est alors réveillé par sa petite amie, Sequoia, qui l'interrompt de ses tests sur la Charpente, pour lui demander de sortir pour prendre des sorbets. Deke se promène alors dans les locaux de sa nouvelle entreprise pendant que Sequoia l'enregistre pour une promo où Deke présente plusieurs de "ses" inventions qui sont en fait celles du S.H.I.E.L.D. 
Au Phare, l'agent Keller tente de parler au directeur Mack de sa relation avec Yo-Yo mais Mack le coupe et l'avertit de ne pas être en couple avec un collègue de travail, puis Yo-Yo entre et informe Mack de l'emplacement de Sarge et de son équipe. 
Pendant ce temps, Jaco et Pax trouvent un corps infesté d'un Hurleur et le suivent. L'homme est alors arrêté par Snowflake qui le bloque pour que Sarge puisse tuer le Hurleur qui se trouve à l'intérieur de lui. 
C'est alors que Deke Shaw est interrompu par un employé dans son entreprise qui lui dit qu'un homme mystérieux souhaite le voir, il entre alors dans la salle de réunion pour trouver Sarge, qu'il pense être Coulson. Il explique avec inquiétude pourquoi il commercialise les technologies du S.H.I.E.L.D., mais il sent que quelque chose ne va pas et en conclut que le S.H.I.E.L.D. a effacé sa mémoire, Sarge prend cela comme une opportunité pour que Deke lui dise tout mais il finit par savoir que Sarge n'est pas Coulson. Sarge tient alors Deke en joue avec un poignard pour Hurleur à la gorge en lui disant qu'il n'est pas censé être là et doit être effacé, mais Deke attrape un trophée pointu et coupe la main de Sarge, révélant qu'il n'a pas de bras cybernétique comme Coulson. Deke s'enfuit tandis que Jaco dit à Sarge qu'il n'a pas la même signature thermique que les Hurleurs, mais ne vient pas de la Terre, ce qui est étrange. Khan se faufile alors derrière Deke et lui dit qu'il est en fait un agent du S.H.I.E.L.D. sous couverture et a été désigné par Mack pour devenir son ami et gagner sa confiance puis ils s'échappent et trouvent Mack. 
Pendant ce temps, le Dr Benson étudie le corps du défunt infesté par un Hurleur et l'ouvre pour en trouver un qui se niche à l'intérieur. Il sort alors le poignard pour Hurleur, mais il est trop tôt car il n'est pas encore mort et vole hors du corps. Après avoir volé dans les puits de ventilation, le Hurleur vole dans la bouche de Keller et se niche à l'intérieur de lui. Il est ensuite emmené à l'infirmerie et commence à avoir de la fièvre, le Dr Benson lui donne alors un sédatif qui fait que le Hurleur commence à tuer son corps en émettant des éclats de cristal. Yo-Yo est alors obligée de lui planter un poignard dans le cœur, tuant le Hurleur. 

### Épisode 5:L'Autre Visage
- États-Unis /  Canada : 14 juin 2019 sur ABC
- Belgique : 27 décembre 2019 sur Be Séries (en VF)
- France :  18 janvier 2020 sur Série Club

- États-Unis : 2,178 millions de téléspectateurs[7] (première diffusion)

- Maximilian Osinski (Agent Davis)
- Briana Venskus (Agent Piper)
- Barry Shabaka Henley (Dr Marcus Benson)
- Brooke Williams (Snowflake)
- Shainu Bala (Agent Trevor Khan)
- Sherri Saum (Atarah)
- Christopher James Baker (Malachi)
- Denney Pierce (Chasseur Chronicom #1)

May, qui a été capturée par Sarge, vit des flashbacks du temps passé avec Coulson à Tahiti. Une fois que Sarge a envoyé Snowflake traquer une autre de leurs cibles, May reste seule avec lui pendant qu'ils discutent de Coulson, de la relation qu'il avait avec May et de la façon dont il est mort. May insiste alors sur le fait que Sarge n'est qu'une copie de Coulson qui a été créée par des moyens inconnus, tandis que Sarge refuse de croire que Coulson était autre chose qu'une copie artificielle de lui-même puisqu'il déclare qu'il vit depuis des siècles. Sarge dit ensuite à May qu'il la ramènera à ses côtés tandis que Snowflake revient après avoir réussi à capturer un individu, qui est bientôt exécuté par Sarge. Ils enferment ensuite May avec le cadavre, et alors qu'elle déverrouille ses menottes, le corps est réanimé et l'attaque. Elle remarque alors une créature ressemblant à une chauve-souris essayant de sortir du corps pour entrer dans sa bouche mais elle se bat intensément contre le cadavre et parvient à le vaincre. Cependant, des pointes de cristal massives dépassent du corps, menaçant de la tuer, et ramasse donc un couteau laissé par Sarge pour poignarder le corps dans la poitrine, arrêtant le processus. Sarge félicite alors May d'avoir fait ce qu'il fallait et explique ce qu'il fait : chasser des créatures, nommées les Hurleurs, à travers la galaxie pour les empêcher de détruire des planètes. Alors que Sarge revient conduire son camion, May reste seule avec Snowflake et parvient à la tromper pour qu'elle s'approche d'elle et l'assomme, et attaque ensuite Sarge alors qu'il conduit toujours, tentant de l'étrangler. Cependant, Sarge se bat bien et May se retrouve en difficulté, elle trouve alors la force de se défendre, laissant éclater toute sa frustration après avoir interagi avec quelqu'un qui possède le visage de l'homme qu'elle aimait. Finalement, Sarge est submergé par May qui l'assomme et prend le contrôle du camion, procédant à leur capture. 
Au Phare, le directeur Mack coordonne la recherche de May, tout en essayant de réconforter Yo-Yo après la mort de Keller, bien que cela soit rendu difficile par le nouveau poste de Mack et la façon dont ils ont mis fin à leur relation. Yo-Yo estime également que le Dr Benson a une part de responsabilité dans la mort de Keller, incitant Mack à lui parler, cependant, Benson insiste sur le fait que l'incident lié au Hurleur était imprévisible. Plus tard, Benson parle avec Yo-Yo, et ils se confessent sur les choix difficiles qu'ils ont faits, Benson se rappelant la mort de son mari. Alors qu'il présente les résultats de son analyse, Yo-Yo réalise que la structure des cristaux générés par les Hurleurs correspond à celle des Monolithes et bien que Benson soit prudent, il admet que la théorie de Keller basée sur l'existence de lignes telluriques à l'intersection desquelles les Hurleurs convergeaient pourrait avoir un sens. Se rappelant le mot « Pachakutiq » mentionné par Tinker, Benson fait alors des recherches et demande plus tard la permission d'aller au Yucatán, qui se trouve en Amérique du Sud, pour enquêter. 
Dans l'espace, Enoch déplore la récente capture de Fitz par Malachi mais peu de temps après que Daisy et Simmons aient tenté de lui remonter le moral, le Zephyr est confronté à une flotte de destroyers de la Confédération. Bien qu'ils croyaient être attaqués par les Remoraths, les agents découvrent que les navires sont occupés par les Chronicoms dirigés par Atarah qui capture le S.H.I.E.L.D. et les amène à son navire, expliquant que le monde natal des Chronicoms, Chronyca-2, a été détruite et qu'elle cherche à effectuer un voyage dans le temps pour le restaurer. Atarah interroge donc le S.H.I.E.L.D. pour en savoir plus sur leur propre expérience du voyage dans le temps, menaçant de faire exécuter Fitz s'ils ne coopèrent pas. Elle n'est alors pas satisfaite de leurs réponses, mais Enoch la convainc de ne pas les tuer et révèle que Fitz pourrait trouver un moyen de créer une méthode de voyage dans le temps si Simmons est mise en danger. Refusant d'abandonner, l'équipe tente de s'échapper, mais est en infériorité numérique face aux Chronicoms et face à ces obstacles imprévus, Simmons décide donc de se livrer en échange de la vie de ses amis ; par conséquent, Daisy, Piper et Davis retournent au Phare, où ils sont chaleureusement accueillis par Mack et Yo-Yo, bien que ces retrouvailles soient entachées par l'absence de Fitz et Simmons. Peu de temps après, l'agent Khan les informe que May a réussi à capturer Sarge et le ramène au Phare. 

### Épisode 6:État d'esprit
- États-Unis /  Canada : 21 juin 2019 sur ABC
- Belgique : 27 décembre 2019 sur Be Séries (en VF)
- France :  25 janvier 2020 sur Série Club

- États-Unis : 2,121 millions de téléspectateurs[7] (première diffusion)

- Christopher James Baker (Malachi)
- Sherri Saum (Atarah)
- Ava Mireille (Jemma Simmons enfant)

Bien qu'Enoch l'ait mise en garde contre cela, Atarah met Fitz et Simmons dans une machine à fusion cérébrale. Dans la simulation, elle décrit la destruction de Chronyca-2 et leur explique qu'elle veut voyager dans le passé pour l'éviter, ce qui signifie que Fitz et Simmons doivent trouver un moyen d'effectuer un voyage dans le temps, Atarah explique également que tous les souvenirs de Fitz et Simmons seront accessibles et partageables, à la fois entre eux et avec elle-même, ce qui bouleverse Simmons. 
Avant de se mettre au travail et une fois seuls, Fitz demande Simmons en mariage de la même manière que son autre homologue l'a déjà fait, et Simmons accepte. Ils discutent ensuite des endroits où ils ont été récemment dans leurs quêtes respectives, mais Fitz remarque que Simmons ne veut pas parler de ce qui s'est passé en 2091 et insiste sur la question, ce qui fait régresser Simmons dans une version enfant d'elle-même, qui court dans sa chambre. Fitz la trouve alors et commence à craindre que leurs esprits ne deviennent leur prison, et parvient ensuite à faire revenir Simmons dans sa version adulte en prétendant qu'il demandera l'aide d'Aida. Cependant, Simmons est incapable de contenir les souvenirs dont elle ne veut pas évoquer avec Fitz : qu'une autre version de Fitz est morte à la bataille de Chicago, qu'ils se sont déjà mariés et que Coulson est également mort. C'est alors trop à supporter pour Fitz, qui part, Simmons le trouve alors dans une reconstruction de sa chambre à l'Académie du S.H.I.E.L.D., et lui dit qu'elle sait que Fitz est toujours traumatisé par ce qui s'est passé dans la Charpente. 
Fitz et Simmons se rendent alors compte que puisqu'ils sont piégés dans leur esprit, le Docteur est également présent. Ils sont bientôt confrontés au côté obscur de Fitz, et lorsqu'ils le fuient, ils se retrouvent dans la chambre d'enfant de Simmons. Cependant, la boîte à musique dans laquelle Simmons faisait semblant de mettre tous ses problèmes s'ouvre accidentellement, libérant une version horrible de Simmons composée de toutes ses peurs et douleurs. Fitz et Simmons se cachent alors dans un placard et sont transportés dans le Phare tel qu'il est maintenant utilisé par le S.H.I.E.L.D. Fitz décide ensuite d'emmener avec lui Simmons au moment où leur chemin douloureux a commencé: le jour où ils ont accepté de rejoindre l'équipe de Coulson. Alors qu'ils revivent ce souvenir, Fitz est attaqué par la version maléfique de Simmons, qui le capture dans le Zephyr, tandis que Simmons est également capturé par le Docteur. Tous deux sont soumis à une torture brutale, mais Fitz et Simmons finissent par comprendre qu'ils n'étaient jamais seuls dans ces cas-là puisqu'ils ont leurs amis, cela faisant alors apparaître des versions simulées de Mack et Daisy qui sauve respectivement Fitz et Simmons. 
Fuyant leurs agresseurs, Fitz et Simmons se retrouvent piégés dans un module de confinement et une violente dispute éclate entre eux, se reprochant mutuellement toute la douleur qu'ils ont subie durant ces dernières années. Fitz évoque notamment sa blessure au cerveau, ainsi que Simmons ayant été transportée sur Maveth et qui est tombée amoureuse de Will Daniels, tandis que Simmons réplique en rappelant toute la douleur qu'Aida et la Charpente ont causés, les deux ayant été créées par Fitz. La dispute s'intensifie encore, Fitz affirmant que malgré tout ce qu'ils ont vécu, Simmons est aussi traumatisée que lui et lorsque Simmons se souvient que Fitz l'a sauvée au fond de l'océan, l'eau commence à pénétrer dans le module, menaçant de les noyer. Paniqués, Fitz et Simmons continuent de se crier dessus, mais cela les amène finalement à avouer à nouveau à quel point ils s'aiment et à quel point ils sont prêts à mourir l'un pour l'autre, cela provoquant miraculeusement l'arrêt de l'eau. 
Après s'être réconciliés, Fitz et Simmons décident d'affronter leurs peurs ensemble. Cependant, une fois sortis de la capsule de confinement, ils trouvent le Docteur et la version maléfique de Simmons en train de s'embrasser passionnément : leurs côtés obscurs sont aussi compatibles que les vrais Fitz et Simmons. Ils sont ensuite ramenés au stade initial de la simulation, et alors qu'ils acceptent de se marier à nouveau, Atarah réapparaît, les informant qu'ils ont perdu cinq minutes de leur temps. Fitz et Simmons décident alors de refuser de travailler pour Atarah, car ils sont prêts à rester emprisonnés tant qu'ils sont ensemble; elle essaie alors de leur expliquer qu'ils ne seront pas ensemble, mais elle s'effondre soudainement pendant que Fitz et Simmons sortent de la machine à fusion cérébrale. En effet, Enoch a assommé tous les Chronicoms et aide Fitz et Simmons à s'échapper grâce à un disque de transport interplanétaire. 

### Épisode 7:Faux-semblants
- États-Unis /  Canada : 28 juin 2019 sur ABC
- Belgique : 3 janvier 2020 sur Be Séries (en VF)
- France : 25 janvier 2020 sur Série Club

- États-Unis : 2,167 millions de téléspectateurs[7] (première diffusion)

- Brooke Williams (Snowflake)
- Winston James Francis (Jaco)
- Shainu Bala (Agent Trevor Khan)
- Karolina Wydra (Izel)
- Anthony Michael Hall (Mr Kitson)
- Douglas Bennett (Wayne)
- Louie Ski Carr (Montalban)
- TJ Alvarado (Toad)
- Scott Kruse (Boyle)
- Geri-Nikole Love (Agent Diaz)

Sur Kitson, une mystérieuse femme parle à un homme au bar. Soudain, Fitz, Simmons et Enoch retournent accidentellement au casino en utilisant le disque de transport interplanétaire mais lorsqu'ils se rendent compte qu'ils sont sur Kitson et qu'ils veulent sauter à un autre endroit, ils découvrent que le disque a été pris et utilisé par quelqu'un d'autre, les laissant bloqués au casino. Ils attendent alors que la sortie soit dégagée, puis coordonnent leurs mouvements mais sont alors arrêtés par un gardien qui reconnaît le trio et les enferme. 
Au Phare, Sarge et Snowflake sont emmenés en cellule et gardés par May. En voyant Sarge, Daisy ne peut concevoir que Sarge ressemble à Coulson et s'en va puis il est emmené dans une chambre de détention. Dans sa cellule, Jaco s'allonge sur son lit et commence à tousser, Yo-Yo entre alors et essaie de le faire parler mais il lui dit qu'elle doit laisser sortir Sarge, sinon la planète sera détruite. Pendant ce temps, Mack interroge Sarge, qui lui dit qu'il sera aux commandes d'ici la fin de la journée. 
De son côté, Daisy fait une visite de contrôle dans le Zephyr tandis que Deke arrive pour lui parler et essaie de l’impressionner avec sa paire de chaussures, il se vante également de sa richesse afin de pouvoir impressionner Daisy puis il lui demande ce qu’elle a fait pendant un an et elle lui fait savoir qu’ils étaient à la recherche de Fitz dans l’espace ce qui intrigue Deke qui lui demande ce qu’elle veut dire. Il se met alors en colère et va voir Mack et May en leur demandant pourquoi ils ne lui ont pas dit que Fitz était mort, mais Mack lui répond que ça ne le concernait pas puisqu’il était parti. 
Pendant ce temps, dans la chambre de Monsieur Kitson, Fitz et Simmons tentent de lui offrir du travail en échange de leur vie mais il refuse et les condamne à une décapitation publique qui sera sous la forme d’un jeu. Il installe ensuite Fitz, Simmons et un homme ivre afin qu’ils puissent supporter le poids de la guillotine mais s’ils ne peuvent pas, ils seront alors décapités. Durant le jeu, Monsieur Kitson est approché et menacé par la mystérieuse femme, qui lui dit qu’elle va lui acheter Fitz et Simmons. Il truque alors le jeu pour que l’homme ivre meurt puis la femme mystérieuse se présente comme étant Izel et dit à Fitz et Simmons qu’elle a besoin d’artefacts qui sont sur Terre et qui lui appartiennent, elle veut donc les emmener sur Terre avec elle, ce qu’ils acceptent. 
Au Phare, Mack discute avec Daisy au sujet de Sarge tandis que l’agent Khan va voir Jaco et constate que sa toux empire et qu’il se prépare à cracher du feu, Jaco tentant alors de brûler Khan vif mais il est arrêté par Daisy qui propulse la porte sur lui. Pendant ce temps, Yo-Yo et l’agent Diaz montent à bord du Zephyr pour prendre en charge les deux victimes des Hurleurs, Mack se vantant auprès de Sarge sur le fait qu’ils en aient attrapé deux d’un coup, mais Sarge lui dit qu’il ferait mieux de ne pas se réjouir trop vite. 
Pendant ce temps, les victimes des Hurleurs sont retenues dans la capsule de confinement, mais ils commencent à crier et à trembler violemment. May, qui pilote le Zephyr, émet l’hypothèse que c’est dû à l’altitude, Mack étant obligé de demander l’aide de Sarge qui lui dit qu’ils doivent les tuer. L’équipe utilise alors des pistolets tranquilisants qui ne fonctionnent pas puis les Hurleurs se transforment en structures cristallines et commencent à déchirer le module. May demande s’ils doivent les laisser tomber et Sarge lui dit que c’est une mauvaise idée puisqu’ils pourront avoir beaucoup plus d’hôtes, Mack demande alors ce qu’ils doivent faire et Sarge leur répond qu’il est temps de faire sa liste de revendications. Dans le Zephyr, les structures cristallines arrachent le module de confinement et se rapprochent de Yo-Yo, Sarge leur dit alors de les geler puis May amène le Zephyr à une altitude plus élevée et ils ouvrent les portes de l’avion. Cela gèle les structures et sauve Yo-Yo et Diaz, Sarge prétendant ensuite que le créateur des Hurleurs arrive, Mack le laisse alors prendre le contrôle de la mission. 

### Épisode 8:Collision, première partie
- États-Unis /  Canada : 5 juillet 2019 sur ABC
- Belgique : 3 janvier 2020 sur Be Séries (en VF)
- France : 1er février 2020 sur Série Club

- États-Unis : 1,789 million de téléspectateurs[7] (première diffusion)

- Maximilian Osinski (Agent Davis)
- Winston James Francis (Jaco)
- Brooke Williams (Snowflake)
- Matt O'Leary (Pax)
- Karolina Wydra (Izel)
- TJ Alvarado (Toad)
- Scott Kruse (Boyle)
- Anthony D. Washington (Agent Phelps)
- Matthew Law (Agent Julian)
- Christopher James Baker (Malachi)
- Christian Ochoa (Baal-Gad)
- Jan Uddin (Isaiah)

À bord de la Lazy Comet, Fitz et Simmons tentent de réparer le système de communication afin de contacter le S.H.I.E.L.D., mais leurs tentatives s’avèrent infructueuses, ils discutent également avec Izel et découvrent qu’elle est après les Monolithes. Cependant, Izel est aussi la créatrice des Hurleurs qui ont envahi la Terre ; en utilisant les Hurleurs nouvellement nés, Izel infecte la plupart des membres de son équipage, épargnant seulement Fitz et Simmons, qui remarquent que quelque chose ne va pas. 
Au Phare, Mack tient en partie sa promesse à Sarge : il lui rend les clés de son camion, mais seulement après qu'il a accepté d’emmener May et Daisy avec lui, en plus de Snowflake, tandis que Pax et Jaco sont censés rester sous la garde du S.H.I.E.L.D. Comme Sarge a besoin d’un ingénieur pour réparer son arme contre les Hurleurs, Deke rejoint également le groupe après que Mack ait menacé de révéler des détails troublants concernant son entreprise de technologie. Peu après le départ du camion, Mack décide de les suivre avec le Zephyr, emmenant Yo-Yo avec lui ainsi que Pax et Jaco comme prisonniers. Cependant, Pax est troublé quand il apprend qu’ils se dirigent vers le même endroit que Sarge, bien que Jaco lui dise à plusieurs reprises de se détendre. Dans le camion, pendant la nuit, alors que Snowflake couche avec Deke, Daisy essaie d’en savoir plus sur Sarge, qui s’énerve de plus en plus à cause de ses questions. 
Dans la matinée, peu après que May et Daisy aient découvert que Deke et Snowflake avaient eu des rapports sexuels, Sarge donne plus de détails sur ses plans pour tuer Izel avec son épée, bien que Daisy et May doutent de son plan, et assistent ensuite à la construction d’une tour par les Hurleurs puis ils alertent Mack, qui en a appris davantage sur les antécédents d’Izel grâce aux recherches du Dr Benson. Plus tard, le Zephyr capte le signal de la Lazy Comet arrivant sur Terre. De plus en plus nerveux, Pax tue l’agent du S.H.I.E.L.D. qui le garde dans le Zephyr et libère Jaco, mais ils sont rapidement retrouvés par Yo-Yo qui les fait à nouveau prisonniers, Pax révèlant que Sarge a l’intention de faire exploser une bombe atomique avec son camion pour s’assurer qu’Izel ne lui échappera pas cette fois-ci. Alertés par Yo-Yo et Mack, May et Daisy ont attaché Snowflake et confrontent Sarge qui admet qu’il va utiliser une bombe, et parvient à quitter le camion, laissant derrière lui Snowflake qui est choquée. 

### Épisode 9:Collision, deuxième partie
- États-Unis /  Canada : 12 juillet 2019 sur ABC
- Belgique : 10 janvier 2020 sur Be Séries (en VF)
- France : 1er février 2020 sur Série Club

- États-Unis : 2,298 millions de téléspectateurs[7] (première diffusion)

- Maximilian Osinski (Agent Davis)
- Briana Venskus (Agent Piper)
- Winston James Francis (Jaco)
- Brooke Williams (Snowflake)
- Karolina Wydra (Izel)
- Matt O'Leary (Pax)
- Geri-Nikole Love (Agent Diaz)
- Scott Kruse (Boyle)
- T.J. Alvarado (Toad)

La situation est critique pour le S.H.I.E.L.D. : la Lazy Comet et le camion de Sarge se rapprochent dangereusement de la tour des Hurleurs, ce qui pourrait déclencher un cataclysme sur Terre. De plus, l’escouade de Sarge parvient à prendre le contrôle du Zephyr, blessant l’agent Diaz tout en menottant Mack. Yo-Yo, quant à elle, est capable d’échapper à la capture et retient Pax, puis utilise sa super-vitesse pour donner à Mack la clé de ses menottes et incite Jaco à la rejoindre, Pax étant tué par Sarge afin que son plan n’échoue pas. En utilisant cet incident et ce qu’elle sait de la vie de Jaco, Yo-Yo est alors capable de le convaincre de changer de camp. 
Dans le camion de Sarge, Daisy, May, Deke et Snowflake sont piégés avec la bombe atomique que Sarge veut faire exploser sur la tour pour détruire Izel et ses Hurleurs une fois pour toutes. Comme Deke est incapable de désamorcer la bombe, ils croient tous qu’ils sont sur le point de mourir, mais au dernier moment, Daisy a l’idée d’utiliser ses pouvoirs pour protéger la bombe de l’onde de choc de la collision. Par conséquent, la tour des Hurleurs est détruite lorsque le camion s’y écrase, mais la bombe est préservée, bien qu’il soit encore possible de la faire exploser, la tour qui s’effondre libèrant également un gigantesque essaim de Hurleurs, qui attaquent le camion. 
Izel, quant à elle, ressent alors la destruction de sa tour, ce qui lui fait supposer que Sarge l’a devancé sur Terre, et décide donc d’emmener à nouveau la Lazy Comet dans la haute atmosphère. Troublé par le fait que la bombe n’ait pas explosé, et craignant qu’Izel ne lui échappe une fois de plus, Sarge ordonne à l’agent Davis de suivre le vaisseau. Grâce à Fitz et Simmons, les deux vaisseaux spatiaux sont capables d’établir un contact, et Sarge et Izel partagent des mots d’hostilité, alimentant leur colère, et comme Sarge a parlé avec la voix de Coulson et que Fitz et Simmons l’ont reconnu, Izel les soupçonne alors de travailler avec l’ennemi, les obligeant à fuir pour sauver leurs vies et à se cacher dans le vaisseau. 
Remarquant à quel point Sarge semble troublé après sa conversation avec Izel, Mack le nargue avant de se libérer de ses menottes et de s’engager dans un combat brutal contre lui. Finalement, Mack est capable de prendre le dessus, ce qui fait que Sarge est enfermé dans le module de confinement du Zephyr. Mack, Yo-Yo, l’agent Davis et Jaco, qui a rejoint le S.H.I.E.L.D., décident alors de prendre le Quinjet pour infiltrer la Lazy Comet et sauver Fitz et Simmons, laissant Sarge dans le Zephyr. Pendant la mission, Jaco et l’agent Davis repèrent Izel, mais sont incapables de l’attraper car elle disparaît mystérieusement du vaisseau. Pendant ce temps, Yo-Yo et Mack parviennent à retrouver Fitz et Simmons, le groupe tente ensuite d’atteindre le Quinjet, mais il a déjà été envahi par l’équipage d’Izel, qui est complètement sous son contrôle. Néanmoins, les agents du S.H.I.E.L.D. parviennent à s’échapper grâce à Jaco, qui utilise le portail du transporteur de peinture en aérosol peint sur sa veste pour les ramener tous sur Terre, arrivant au sommet du camion de Sarge, qui a survécu à l’assaut des Hurleurs grâce à Daisy qui les a forcés à traverser un point d’étranglement avant de libérer ses pouvoirs sur eux, les détruisant tous. Les agents du S.H.I.E.L.D. sont alors réunis mais Jaco amène la bombe atomique sur la Lazy Comet, choisissant de se sacrifier pour détruire le vaisseau et Izel. 

### Épisode 10:Corps à corps
- États-Unis /  Canada : 19 juillet 2019 sur ABC
- Belgique : 10 janvier 2020 sur Be Séries (en VF)
- France : 8 février 2020 sur Série Club

- États-Unis : 2,379 millions de téléspectateurs[7] (première diffusion)

- Maximilian Osinski (Agent Davis)
- Briana Venskus (Agent Piper)
- Karolina Wydra (Izel)
- Geri-Nikole Love (Agent Diaz)
- Matthew Law (Agent Julian)
- Miguel A. Lopez (Agent More)
- Alex Lombard (Mystérieuse femme)
- Ashley Platz (Mystérieuse jeune femme)

Après avoir été abattu par May, Sarge est emmené à l’infirmerie. Simmons et Fitz se précipitent alors pour aider Sarge, mentionnant brièvement à quel point il ressemble à leur ancien patron, Daisy parle ensuite à May de ce qui s’est passé et se demande pourquoi elle l’a fait. Pendant ce temps, Fitz et Simmons remarquent que Sarge n’est pas mort malgré le sang qu’il a perdu, et Simmons prétend qu’il se régénère afin qu’il devienne plus fort. 
Pendant ce temps, Yo-Yo va parler à May et la trouve confuse sur ce qui s’est passé. Dans le couloir, l’agent Piper remarque que quelque chose ne va pas et tire sur une personne inconnue. Dans le labo, Fitz discute avec son petit-fils, Deke, qui lui parle de son entreprise et il lui demande si c’est pour l’argent qu’il l’a crée mais Deke ment et dit que c’est pour la science, l’agent Piper entre alors et pose des questions sur May puis prend ensuite sournoisement du cristal des Hurleurs. De retour dans la salle de détention, May insiste sur le fait qu’elle n’ait pas tiré sur Sarge et se souvient de ce qu’il s’est passé, disant alors que son dernier souvenir était de marcher vers son dortoir, et que la dernière personne qu’elle a vue était l’agent Davis. 
Pendant ce temps, Daisy marche dans le couloir et remarque du sang sur le mur, elle regarde ensuite au coin du couloir pour trouver l’agent Diaz au sol et blessée, disant qu’elle ne faisait que garder May et qu’elle est maintenant là. Au même moment, à l’infirmerie, Simmons montre à Mack les blessures de Sarge qui sont maintenant toutes guéries. Pendant ce temps, Daisy et Yo-Yo se rendent dans le dortoir de Davis pour le trouver avec la gueule de bois, disant qu’il semble lui aussi avoir perdu la mémoire durant un instant puis il leur raconte qu’il poursuivait Izel, mais c’est la dernière chose dont il se souvient, il dit ensuite de demander à Jaco, mais elles lui répondent qu’il est mort. 
Pendant ce temps, l’agent Piper utilise le cristal des Hurleurs comme boussole, mais Deke la rattrape en lui demandant pourquoi elle a le cristal, Izel sort alors du corps de l’agent Piper et possède celui de Deke puis convainc l’agent Piper d’aller se reposer. Dans la salle de contrôle, Daisy dit à Mack que c’est Izel qui a tiré sur Sarge et qu’elle n’est pas morte dans l’explosion du vaisseau, Mack verrouille alors le Phare pour garder Izel à l’intérieur pendant que l’équipe enquête. Ils décident ensuite de partager un secret qu’une seule autre personne connaît pour prouver qui n’est pas Izel, mais Deke proteste en disant qu’il n’a pas de secrets. Yo-Yo et May sont blanchies, Yo-Yo disant que sa ville natale lui manque le jour de l’anniversaire de sa mère, ce que May confirme, Mack et Daisy sont eux aussi blanchis lorsque Mack dit que Daisy envoie une partie de son salaire à Amanda Campbell, la sœur de Lincoln, chaque mois. Mack enferme ensuite Daisy et Yo-Yo dans une pièce en disant qu’il est important de les garder là-dedans afin que les personnes les plus puissantes ne puissent pas être possédées. Davis est aussi blanchi quand il dit qu’il a volé un stylo spatial parce qu’il pensait que c’était cool que les extraterrestres puissent écrire. Deke proteste toujours, mais Piper arrive en disant qu’elle s’est évanouie et quand elle s’est réveillée, Deke était là, mais il répond qu’il s’est lui aussi évanoui et que la dernière chose qu’il a vue était Piper. Mack remarque alors que Fitz est très calme et demande où était Simmons quand ils se sont rencontrés pour la première fois. Izel se révèle alors comme étant Fitz et va dans Piper, puis Deke, Mack étrangle alors Deke pour qu’elle sorte mais elle lui demande s’il pense que c’est une bonne idée et se déplace vers Mack pour qu’elle puisse étrangler Deke plus fort, disant qu’elle peut tuer n’importe lequel d’entre eux. Davis monte alors lentement les escaliers alors qu’Izel sort de Mack, Piper sort ensuite son arme, mais Izel se dirige vers elle et utilise le corps de Piper pour tirer dans sa main, et va ensuite dans May, Deke et Fitz, tout en montant les escaliers. Elle atteint le corps de Davis et le conduit sur le rebord où elle se penche et sort de Davis, le laissant tomber de l’étage et le tuant sur le coup et saute ensuite dans Mack puis s’en va pendant que Piper tient le corps sans vie de Davis. 
Soudain, Sarge se réveille sur son lit, Simmons lui disant qu’ils pensent que quelqu’un possédait May. Sarge se rend compte que c’est Izel et que c’est comme ça qu’elle s’en sort à chaque fois, et crie à Simmons de le laisser partir, mais elle ne le fait pas. Dans la salle de contrôle, Fitz dit à May qu’Izel voulait les Monolithes, mais ils ne sont plus là, Deke rappelant à May que lorsqu’ils ont explosé, cela a déclenché la dimension de la peur puis il discute avec Fitz sur ce que l’autre lui a fait avec la Dimension, prétendant alors que ce n’était pas une dimension et que le troisième monolithe est peut-être un monolithe de création qui a créé Sarge lorsque Coulson est descendu pour sceller la faille. Au même moment, à l’infirmerie, Sarge se libère de ses menottes. 

### Épisode 11:L'Immortel
- États-Unis /  Canada : 26 juillet 2019 sur ABC
- Belgique : 18 janvier 2020 sur Be Séries (en VF)
- France : 8 février 2020 sur Série Club

- États-Unis : 2,135 millions de téléspectateurs[7] (première diffusion)

- Briana Venskus (Agent Piper)
- Coy Stewart (Flint)
- Karolina Wydra (Izel)
- Barry Shabaka Henley (Dr Marcus Benson)
- Robb Derringer (Thomas Benson)
- Christopher James Baker (Malachi)
- Sherri Saum (Atarah)
- Christian Ochoa (Baal-Gad)

Dans le Zephyr, Izel, qui possède maintenant Mack après avoir laissé Yo-Yo inconsciente, trompe ce dernier en révélant le nom du Dr Benson comme le seul qui sait où se trouve le Temple des Oubliés, le lieu où Izel veut reconstruire les Di’Allas. Une fois que Benson est emmené dans l’avion, Yo-Yo l’avertit secrètement que Mack est possédé, ce qui oblige Benson à supprimer les données qu’il a recueillies. Cela force Izel à tuer un agent du S.H.I.E.L.D. et à se révéler, ordonnant à Benson de lui donner l’emplacement du temple. Afin de forcer Benson, Izel utilise l’énergie des Di’Allas stockée dans le dispositif de confinement de la gravité, cela génère alors une reconstitution du défunt mari de Benson, qui est ensuite détruit par Izel, confrontant ainsi Benson à la mort répétée de l’amour de sa vie. Incapable de le supporter, Benson accepte de révéler l’emplacement du temple. Malgré ce revers, Mack et Yo-Yo sont capables de tromper Izel pour qu’elle libère accidentellement Benson de l’avion, afin qu’il puisse être trouvé par le reste du S.H.I.E.L.D. et les conduire au temple. 
Dans le Phare, le S.H.I.E.L.D. cherche désespérément un moyen de lutter contre Izel, Fitz et Simmons luttant pour comprendre comment ses pouvoirs fonctionnent. May, quant à elle, interroge Sarge, mais son point de vue est biaisé par le fait qu’elle croit que Coulson est enterré quelque part dans son corps. Se mettant en colère, Sarge commence à révéler toute sa puissance, enfonçant la table à laquelle il est assis, puis Daisy confronte May, critiquant sa façon d’interroger Sarge et affirmant qu’ils devraient plutôt essayer de libérer toute sa puissance à l’intérieur car elle est censée détruire Izel. Par conséquent, Daisy va, à son tour, interroger Sarge, bien qu’elle fasse peu de progrès, et retourne ensuite vers Fitz et Simmons, qui suggèrent qu’ils pourraient construire des armes contre Izel, mais ce n’est pas suffisant pour Daisy car elle refuse d’utiliser une arme sur un potentiel hôte utilisé par Izel. Simmons incite alors Daisy à reprendre son interrogatoire avec Sarge, mais en écoutant tout ce qu’il a à dire, au lieu de concentrer son attention sur la façon dont il ressemble à Coulson, qui manque à Daisy plus qu’elle ne veut l’admettre. En larmes, Daisy se rend dans sa chambre et récupère une lettre qui lui a été laissée par Coulson et qu’elle n’a jamais lue, et ouvre finalement la lettre, ce qui lui donne la force d’accepter pleinement la vérité : Coulson est parti et ne reviendra jamais, peu importe comment les choses semblent être avec Sarge. Elle retourne ensuite dans la pièce dans laquelle Sarge est détenu et l’interroge sur ses souvenirs, qu’il voit plus clairement après avoir été abattu par Izel, et comme la chose à l’intérieur de lui a commencé à se révéler après la mort de Sarge, Daisy décide de lui briser le cou avec ses pouvoirs, au grand choc de Fitz, Simmons et Deke qui regardent, tout comme la fois précédente, le corps de Sarge se rétablir rapidement. Piper, quant à elle, est réticente à céder à une telle idée après ce qui s’est passé quand Izel était présente dans le Phare. Sarge finit par reprendre conscience, avec plus de puissance récupérée, et décide brusquement de quitter la pièce puis attaque Daisy, l’assommant et se frayant un chemin hors de la cellule. Maintenant prête à tuer Sarge s’il ne coopère pas, Daisy récupère son épée et le poursuit dans les couloirs de la base alors que Sarge tente de partir, et menace alors de le tuer avec l’épée, mais comme Sarge sait qu’elle osera le faire, il l’appelle « Skye », un nom que seul Coulson aurait pu connaître alors que Sarge ne le connaît pas. Reconnaissant que Sarge était prêt à se sacrifier comme Coulson l’aurait fait, Daisy décide de lui faire confiance et le serre dans ses bras. Au labo, Deke passe en revue les images de la confrontation entre Daisy et Sarge et comprend comment fonctionnent les pouvoirs d’Izel: elle utilise la résonance de fréquence harmonique pour contrôler les hôtes au niveau atomique. Cela permet à Deke, Fitz et Simmons de commencer à travailler sur des bracelets soniques qui les aideront à contrer Izel. May transmet alors l’information à Piper, qui à son tour dit à May qu’ils ont trouvé Benson, et rend ensuite visite à Daisy, qui exprime sa confiance envers Sarge qui les aidera s’ils sont prêts à lui faire confiance. 
Dans le Temple des Oubliés, Izel attache Yo-Yo et Mack à un pilier et libère l’énergie des Di’Allas, prévoyant de l’utiliser pour construire un portail vers la Dimension de la Peur afin que son espèce puisse envahir la Terre. Elle expose ensuite l’énergie des Di’Allas à Yo-Yo et Mack, et leurs peurs inconscientes provoquent la manifestation d’une reconstitution de Flint, le jeune Inhumain qu’ils ont rencontrés dans le Phare en 2091, dont les pouvoirs de géokinésie vont être utilisés par Izel pour reconstruire les monolithes. 

### Épisode 12:Le Signal
- États-Unis /  Canada : 2 août 2019 sur ABC
- Belgique : 18 janvier 2020 sur Be Séries (en VF)
- France : 15 février 2020 sur Série Club

- États-Unis : 1,875 million de téléspectateurs[7] (première diffusion)

- Briana Venskus (Agent Piper)
- Coy Stewart (Flint)
- Karolina Wydra (Izel)
- Jan Uddin (Isaiah)
- Portia Bartley (Kaya)
- Teodora Marcella (Lindsay)

Dans le temple des Hurleurs, Flint est apparu, créé par la volonté de Mack et Yo-yo malgré eux. Le jeune Inhumain  tente de les sauver mais Izel parvient à prendre possession de son corps et utiliser son pouvoir pour reconstruire les monolithes. Pendant ce temps, au Phare, Daisy explique à tous les agents présents dans la salle de contrôle qu'ils ont localisé le Zephyr et leur dit le but de leur mission : retrouver Mack et Yo-yo et empêcher Izel de détruire le monde en la tuant avec l'épée de Sarge. Fitz, Simmons et Deke en profitent pour dire qu'ils ont conçu un dispositif afin d'empêcher Izel de les posséder. Une fois que tout le monde sait ce qu'il a à faire, Daisy, May, Sarge et l'Agent Piper partent à bord d'un Quinjet en direction du Zephyr. Durant le vol, Daisy et May discutent à propos de Sarge et May dit à Daisy que s'ils ont une chance de ramener Coulson, elle la saisira.
Dans le temple, Izel, avec le corps de Flint, a terminé de construire les trois monolithes et sort se reconstituer une armée de Hurleurs. Pendant ce temps, Daisy et les autres ont retrouvé le Zephyr, vide. Piper reste dans l'avion pour terminer les réparations tandis que Daisy, May et Sarge vont au temple à pied. Au Phare, Deke a construit en secret une version portable du téléporteur des Kree, tandis qu'au temple, Flint se réveille et va libérer Mack et Yo-yo quand Izel revient, prend possession du corps de Yo-yo et, avec sa main gauche robotique, tord la cheville droite de Flint et reprend son corps. Pendant ce temps, dans la jungle, Daisy, May et Sarge font face à l'armée de Hurleurs. Au Phare, Fitz et Deke se disputent au sujet de l'entreprise de Deke, Fitz étant persuadé que Deke n'a cherché que son profit dès le départ. Ce dernier, qui est en colère et se sent mis de côté depuis le début, prend les dispositifs qui empêchent Izel de les posséder et utilise le téléporteur pour se rendre dans le temple. Une fois là-bas, il met le dispositif à Mack, Yo-yo et Flint, et tous s'enfuient, pendant que Deke attire les Hurleurs qui ont pénétré dans la pyramide, son téléporteur devant être rechargé.
Dans la jungle, Daisy, May et Sarge continuent d'avancer vers le temple quand ils aperçoivent sur leur tablette que tous les Hurleurs y sont devant. Daisy décide alors d'aller tous les attirer vers elle pour que May et Sarge puissent entrer dans le temple. Deke, qui a réussi à échapper aux deux Hurleurs, prévient Fitz et Simmons que Izel a débuté le rituel pour ouvrir le passage grâce aux monolithes. Dans le Zephyr, Mack et Yo-yo sont prêts à partir au temple quand Daisy arrive en trombe, poursuivie par des zombies Hurleurs qui parviennent à s'infiltrer dans l'avion.

### Épisode 13:Une nouvelle vie
- États-Unis /  Canada : 2 août 2019 sur ABC
- Belgique : 18 janvier 2020 sur Be Séries (en VF)
- France : 15 février 2020 sur Série Club

- États-Unis : 1,875 million de téléspectateurs[7] (première diffusion)

- Jan Uddin (Enoch dans la peau d'Isaiah)
- Karolina Wydra (Izel)
- Christopher James Baker (Malachi)
- Shainu Bala (Trevor Khan)
- Geri Nikole-Love (Agent Diaz)
- Christian Ochoa (Baal-Gad)
- Eric Schloesser (Le Premier Spectre)
- Kevin Stea (Le Second Spectre)
- Gina Gonsalves (Le Troisième Spectre)

Au Phare, Fitz et Simmons ne peuvent que voir Sarge tuer May. Encore sous le choc, ils reçoivent un appel de Daisy par radio qui leur dit que les Hurleurs ont infiltré le Zephyr puis leur demande des nouvelles du temple. Fitz et Simmons disent alors à Daisy que May a été tuée par Sarge puis les communications se coupent. C'est alors que Malachi apparaît dans le Phare avec des Chasseurs Chronicoms. Dans la salle de contrôle, Fitz constate que tous les satellites sont H.S quand soudain, Malachi, avec ses chasseurs, infiltrent la salle de contrôle et tue plusieurs agents. Dans le Zephyr, Daisy dit à Mack qu'il avait raison à propos de Sarge et se sent responsable de la mort de May quand Deke essaie de joindre Fitz mais il reçoit Mack à la place. Il lui dit qu'il est coincé dans le Quinjet et Mack lui répond qu'il va devoir voler jusqu'à eux mais il ne sait pas piloter le Quinjet, Mack va donc le guider à distance pour le décollage. Au Phare, les Chronicoms ont pris le contrôle de la base et détiennent la Boîte Noire de Fury. Ailleurs, Fitz et Simmons évacuent les agents encore en vie et se rendent compte que c'est une extermination. Pendant ce temps, au temple, Izel exprime sa joie à Sarge en lui disant qu'elle est contente de l'avoir vu terrasser May. Sarge se sent soulagé d'avoir révélé sa vraie nature et Izel lui demande s'il est prêt pour libérer les Hurleurs. De l'autre côté du portail, May se vide de son sang et trois personnes encagoulées avancent vers elle. Dans le Zephyr, Daisy et Yo-yo vont se débarrasser des Hurleurs et prennent quelque chose pour se protéger. Au Phare, Fitz et Simmons, avec les agents encore en vie, essaient de retrouver l'équipe d'assaut de l'agent Khan quand ils les retrouvent tous morts et se demandent comment les Chronicoms ont accès aux protocoles. Fitz se rend compte qu'ils connaissent toutes les stratégies du S.H.I.E.L.D. depuis que les Chronicoms les ont installés dans leur simulateur de réalité virtuelle. C'est alors qu'ils croisent l'agent Diaz et Simmons lui ordonne d'emmener les agents encore en vie au 21e étage tandis qu'elle et Fitz vont dans la pièce où il y a toutes les données de la Charpente. Au temple, Izel admire Sarge qui s'emporte soudain contre elle, lui reprochant de l'avoir coincé dans un corps sans souvenir de sa véritable nature et lui ordonne de faire revenir les Hurleurs au temple, mais Izel lui répond qu'ils reviendront une fois qu'ils en auront terminé avec le SHIELD. Pendant ce temps, Deke réussit à faire décoller le Quinjet malgré les dégâts commis par les Hurleurs. Dans le Zephyr, Daisy et Yo-yo parviennent à contrer les Hurleurs mais Yo-yo se fait piéger et une bête entre en elle. Mack compte alors sur la mort d'Izel pour sauver Yo-yo plutôt que de devoir la tuer et Deke ne peut que faire atterrir le Quinjet en catastrophe sur le Zephyr.
Au Phare, Fitz et Simmons ont réussi à se réfugier dans la pièce où il y a toutes les données de la Charpente et décident de la faire sauter avec des bombes. Pendant ce temps, de l'autre côté du portail, les trois spectres se dirigent vers une colonne en pierre où il y a trois encoches qui correspondent à leurs pierres. May se relève soudain, se retire l'épée du ventre et voit que les trois spectres ouvrent une porte. May peut  alors voir à travers que le peuple d'Izel arrive, et tue les trois spectres puis envoie les pierres à travers le portail, qui atterrissent au temple. Pendant ce temps, au Phare, Fitz et Simmons décident de rester dans la pièce quand elle va exploser. Les Chronicoms les retrouvent et s'apprêtent à les tuer quand quelqu'un les abat : c'est Enoch, qui se faisait passer pour Isaiah. Le Chronicom leur propose une solution pour arrêter ses semblables mais Fitz et Simmons vont devoir encore changer le cours naturel des choses. Dans le Quinjet, en direction du temple, Yo-yo demande à Daisy de la tuer si jamais elle se transforme et lui demande si elle est prête à se lâcher et à sauver le monde mais Daisy lui dit qu'elle a autre chose en tête : la vengeance. Dans le temple, Izel voit que les pierres sont sorties du portail et est en colère contre Sarge. Elle passe alors le portail, revenant dans son monde où la vie et la mort n'existent pas, ce qui explique comment May a pu se relever. Izel sait qu'il est trop tard, mais May reste confiante dans la capacité des humains à se rebeller et se venger. Dans le temple, Mack, Daisy, Deke et Yo-yo vont vers les monolithes, Deke décide alors de rester pour les couvrir. Les autres arrivent devant Sarge et Daisy utilise ses pouvoirs sur lui, qui se révèle être Pachoucoutica, un alien qui est insensible à ses pouvoirs, et lui met un coup de tête qui la propulse au loin. Yo-yo va alors voir Daisy tandis que Mack combat Sarge au corps-à-corps, puis Yo-yo s'apprête à tirer sur Sarge quand le Hurleur qui est en elle se manifeste. Elle demande ensuite à Daisy de la tuer avec le poignard mais elle refuse. De l'autre côté du portail, May prend l'ascendant sur Izel, qui fuit de nouveau par le portail après avoir rouvert l'accès pour son peuple. Au temple, tous les Hurleurs arrivent. Mack continue toujours à combattre Sarge, qui le bat, et se rend ensuite auprès de Yo-yo puis Daisy lui tend le poignard car elle ne la tuera pas. Alors qu'elle fait face à Sarge, Yo-yo commence à se transformer et étrangle Mack, Daisy s'apprêtant alors à affronter Sarge quand Izel sort du portail et se retrouve derrière elle. Alors qu'elle s'apprête à tuer Daisy, May sort elle aussi du portail et la transperce avec l'épée, sauvant ainsi la vie de Daisy. Yo-yo relâche alors Mack et vomit le Hurleur qui est en elle puis May lance l'épée à Mack, Daisy utilise ensuite ses pouvoirs pour immobiliser Sarge et Mack le coupe en deux avec l'épée puis va auprès de Yo-yo, saine et sauve, tandis que Daisy va voir May qui lui demande s'il restait quelque chose de Coulson quand ils ont tué Sarge mais il ne restait rien, espérant le revoir, tout comme Daisy et dit ensuite qu'elle va bientôt aller le rejoindre puis perd connaissance. C'est alors que des lumières s'allument et Simmons arrive avec des scientifiques, rejoints par Deke. Simmons injecte ensuite un sérum à May, la met dans une caisse en stase cryogénique et prélève des morceaux des monolithes avant d'emmener tout le monde au Zephyr. 
Là-bas, les scientifiques dotent Yo-yo d'un masque respiratoire tandis que Daisy et Mack suivent Simmons jusqu'en salle de contrôle, voyant sur le chemin le téléporteur. Une fois dans la salle de contrôle, Mack veut savoir ce qui se passe et Simmons lui explique que les Chronicoms veulent faire de Chronyca-3 leur nouvelle planète sur Terre. Elle leur explique également que les Chronicoms pensent que seul le S.H.I.E.L.D. peut les arrêter et que ç'est pour cela qu'ils ont envoyé des Chasseurs pour détruire le S.H.I.E.L.D. Deux missiles se dirigent alors vers le Zephyr, Mack veut retourner au Phare mais Simmons lui dit qu'ils l'ont perdu et demande à Fitz de préparer le Zephyr pour le saut. Fitz lui répond que tout est prêt, et ils se préparent tous pour le saut puis Daisy demande à Simmons où ils vont, elle lui répond que le Phare n'était pas la seule cible des Chronicoms et le Zephyr disparaît juste au moment où les missiles allaient l'atteindre, détruisant finalement le temple. 
Mack veut savoir où Fitz les a envoyés mais Simmons lui répond qu'elle ne sait pas encore et va scanner le terrain, Daisy va alors dans le cockpit et découvre que le Zephyr se pilote tout seul. Simmons voit sur l'écran qu'ils survolent New York mais qu'elle est complètement embrumée. Daisy dit ensuite à Simmons qu'elle a raison car elle voit l'Empire State Bulding mais Mack se rend compte que ç'est le seul immeuble au-dessus des nuages, Simmons lui répondant que ç'est peut-être l'immeuble le plus haut du monde. Mack prend conscience qu'il n'y a pas que l'invisibilité qu'ils ont optimisé mais aussi l'actionneur à saut et lui demande comment ils ont fait ça, Simmons lui disant qu'ils ont eu du temps. Ils se rendent alors compte qu'ils ont voyagé dans le passé, en 1931, pour combattre les Chronicoms.